# Revista de Libros
Revista de Libros (RDL) es una revista española fundada en 1996 y dedicada a la reseña de libros y a artículos culturales sobre muy variadas disciplinas (historia, literatura, ciencias sociales, teoría política, física, filosofía, arte, psicología, ciencia, matemáticas o música, teatro, exposiciones). A partir de 2014 inició su segunda época, dejó de editarse en papel durante un tiempo en el que se publicó exclusivamente en internet, hasta que recuperó su edición impresa, con carácter bimestral. El primer director fue Álvaro Delgado-Gal. Desde el 1 de marzo de 2023 la dirige Javier Moscoso.

## Ediciones en papel e internet
En el año 2008 se puso en marcha una edición digital, con acceso restringido al contenido, y ofrecía a sus suscriptores un archivo de más de cuatro mil artículos de crítica de libros, ampliando su potencial influencia a nuevos lectores, académicos e investigadores, fuera de España. Posteriormente ensayó varios modelos de kiosko y libro electrónico. Durante la crisis de las cajas de ahorros españolas y la reducción de subvenciones para revistas culturales la revista estuvo en trance de desaparecer, terminando a finales del año 2012 como publicación únicamente digital en acceso abierto. Hasta el año 2013, Revista de Libros fue editada por la Fundación Caja Madrid, iniciando en enero de 2014 una segunda época bajo la edición de la Asociación Amigos de la Revista de Libros, con la La Caixa como patrocinadora principal y con el apoyo del Colegio Libre de Eméritos. Desde 2016, la revista se publica en papel cada dos meses y mantiene la edición digital.

## Premios
Revista de Libros obtuvo el Premio Nacional al Fomento de la Lectura, concedido por el Ministerio de Educación y Cultura en 1997, y la mención del I Premio Bartolomé March a la Crítica, en el que un jurado compuesto por Eduardo Mendoza, Félix de Azúa, Jorge Volpi, Fernando Savater, Luis Goytisolo, Guillermo Cabrera Infante, Elide Pittarello, Jean François Fogel y Basilio Baltasar destacó “la labor de la revista a favor de una crítica rigurosa”. Obtuvo también el premio de la Asociación de Revistas de Información, ARI 2004, a la mejor revista especializada y el Premio a la Bibliodiversidad 2005.